# 愛知県立新城東高等学校
愛知県立新城東高等学校（あいちけんりつ しんしろひがしこうとうがっこう）は、愛知県新城市矢部字広見にあった公立高等学校。2020年度（令和2年度）末をもって閉校した。

## 概要
普通科・農業科・商業科併設の愛知県立新城高等学校のマンモス化解消と、1948年（昭和23年）10月の学校統合によって新城市から失われていた普通科単独高を復活すべく、1972年（昭和47年）に新城高校から分離独立する形で設立された。新城旧市内にある本校は普通科単独だが、市内の作手高里に置いている作手校舎には「人と自然科」があった。
2000年（平成12年）には北設楽郡東栄町大字本郷にある愛知県立本郷高等学校を併合して本郷校舎としたが、2008年（平成20年）3月で本郷校舎は閉校となった。2011年（平成23年）には市内作手（旧・作手村）の愛知県立作手高等学校を併合して作手校舎とした。
2016年（平成28年）8月に愛知県教育委員会から発表された県立高校教育推進実施計画で、新城・北設楽地域で中学卒業者の減少が見込まれることから、2019年（平成31年）に新城高校と新城東高校を統合し、総合学科の愛知県立新城有教館高等学校を設置した。
開校1年目は新城東高校の校舎で有教館高校の1年生全員が学び（作手校舎の生徒は引き続き新城東高校の所属）、開校2年目は新城高校の校舎に有教館高校の1、2年生が移って、1、2年生は作手校舎の生徒のみとなり、開校3年目の年度末に新城東高校の校舎は閉鎖されて完全統合し、作手校舎の2、3年生は校舎を変えずに有教館高校に転籍した。

## 沿革
- 1972年（昭和47年）4月1日 - 愛知県立新城高等学校普通科が分離独立し、1学年5クラスで開校。新城高校普通科から2、3年生が転籍。
- 1973年（昭和48年）3月 - 第一回卒業式。
- 2000年（平成12年）4月 - 愛知県立本郷高等学校を併合し、本郷校舎とする。
- 2008年（平成20年）3月 - 本郷校舎を閉校。
- 2011年（平成23年）4月 - 愛知県立作手高等学校を併合し、作手校舎とする。
- 2019年（平成31年・令和元年）- 本校の新入生募集を停止し、作手校舎のみの新入生募集となる。暫定的に新城有教館高校が本校に併設されて、新城有教館高校の1年生が新城東高校舎で授業を受ける。
- 2020年（令和2年）- 暫定的に授業を受けていた新城有教館高校生徒が新城高校校舎へ移動し、本校校舎は3年生のみとなる。
- 2021年（令和3年）3月31日 - 閉校。

## 特徴
地元では「新東」（しんとう）と呼ばれた。1980年（昭和55年）までは普通科最大8クラスであったが、1981年（昭和56年）より普通科7クラスとなり、第2次ベビーブーム下でもクラス増なしの7クラスのまま推移した。その後は少子化の影響で6クラスまで減少し、2005年度（平成17年度）より普通科の募集人員が更に1クラス分少なくなって、1972年（昭和47年）の開校時と同じ5クラスになった。2009年（平成21年）の募集からは1クラス増やし、6クラス240人を募集していた。
通学圏は、新城市を中心に、南は豊川市および豊橋市（主に石巻地区）、北は北設楽郡豊根村と広範囲であった。なお、静岡県浜松市北部（北遠地区）は、県外ながら交通事情により特例で入学が認められていた。

## 行事
クラスマッチ
クラス対抗で、スポーツ競技（サッカー・ハンドボール・バレーボール等）をトーナメント形式で競う。年に数回、2日がかりで行う。
雁峰祭
本校の文化祭。芸術鑑賞会・体育大会とともに3日連続で行う。クラス単位での出し物が多く、部活動単位ではやや少ない。名前の由来は近くの雁峰山（がんぽうやま）だが、文化祭は「かんぼうさい」と発音する。
長距離走大会
1・2年生が学校のグラウンドからスタートして、裏山等を越えて帰ってくる。男子は6.7km、女子は4.3kmを走る。

## 部活動
運動部は12部、文化部は6部が活動していた。

### 運動部
| - 野球 - サッカー - ソフトテニス - ハンドボール - ソフトボール - 陸上競技 | - 剣道 - 弓道 - 柔道 - 卓球 - バレーボール - バスケットボール |

### 文化部
- 吹奏楽
- 美術
- 茶華道
- 英語
- 自然科学
- 演劇

## 著名な卒業生
- 山川直人 - 映画監督
- 稲垣雅之 - 指揮者
- 村上 - お笑い芸人（マヂカルラブリー）本名:鈴木崇裕

## アクセス
- JR東海飯田線 茶臼山駅から徒歩で約10分、または東新町駅から徒歩で約20分。
- 豊鉄バス：新豊線・田口新城線「新城東高校」（2021年（令和3年）10月1日より「旧新城東高校」）バス停から徒歩で約3分。
- 新城市Sバス：作手線・中宇利線・西部線「新城東高校」（2021年（令和3年）10月1日より「旧新城東高校」）バス停から徒歩で約3分、または北部線「東郷西保育園」バス停から徒歩で約7分。